# Gutenbergia boranensis
Gutenbergia boranensis là một loài thực vật có hoa trong họ Cúc. Loài này được (S.Moore) M.G.Gilbert mô tả khoa học đầu tiên năm 1981.